# Xot de les Andaman
El xot de les Andaman (Otus balli) és una espècie d'ocell de la família dels estrígids (Strigidae). És endèmic dels boscos de les illes Andaman. El seu estat de conservació es considera de risc mínim.